# Kasegeran
Kasegeran is een bestuurslaag in het regentschap Banyumas van de provincie Midden-Java, Indonesië. Kasegeran telt 4224 inwoners (volkstelling 2010).